# Michael Parenti
Michael John Parenti (sinh 1933) là một nhà chính trị học, kinh tế học chính trị, sử gia, và phê bình văn hóa người Mỹ chuyên về các chủ đề đại chúng và học thuật. Ông từng giảng dạy tại các trường đại học của Mỹ và quốc tế cũng như được mời thuyết trình tại các trường đại học.

## Tiểu sử
Parenti nhận bằng PhD trong môn chính trị học tại Đại học Yale. Các tác phẩm của ông được dịch sang nhiều thứ tiếng khác nhau. Parenti thường thuyết giảng tại Hoa Kỳ và nước ngoài. Ông là thân sinh của Christian Parenti, một tác gia và người đóng góp cho tạp chí The Nation.
Các tác phẩm của Parenti nói về nhiều dạng chủ đề: chính trị Hoa Kỳ, văn hóa, tư tưởng, kinh tế chính trị, chủ nghĩa đế quốc, chủ nghĩa phát xít, chủ nghĩa cộng sản, chủ nghĩa xã hội dân chủ, thị trường tự do, tôn giáo, lịch sử cổ đại, lịch sử hiện đại, thuật chép sử, đàn áp trong giới học thuật, tin tức và truyền thông giải trí, công nghệ, chủ nghĩa môi trường, phân biệt giới tính, phân biệt chủng tộc, Venezuela, các cuộc chiến tại Iraq và Nam Tư, nhóm dân tộc, và thời trẻ của chính ông. Một trong các cuốn sách nổi tiếng nhất của ông là Democracy for the Few một bản phê bình phân tích về xã hội, kinh tế và chính trị Hoa Kỳ.
Michael Parenti lớn lên trong một gia đình lao động gốc Ý tại Thành phố New York và đây cũng là một chủ đề trong các tác phẩm của ông. Parenti giảng dạy khoa học chính trị và xã hội tại nhiều viện cao học trong nhiều năm trước khi quyết định cống hiến vào việc viết lách, phát biểu trước công chúng cùng các hoạt động chính trị.
Vào năm 1974, Parenti là ứng cử làm đại biểu của Đảng Liên minh Tự do trong Quốc hội Hoa Kỳ và nhận được 7% phiếu bầu.
Vào những năm 1980, he là Visiting Fellow (giảng viên được mời) tại Institute for Policy Studies ở Washington, D.C. Tại Washington, D.C. năm 2003, tổ chức "Caucus for a New Political Science" trao ông giải thưởng Thành tựu sự nghiệp. Vào năm 2007, ông nhận bằng Certificate of Special Congressional Recognition và một giải thưởng từ New Jersey Peace Action.

## Sách
- The Anti-Communist Impulse (Random House, 1970).
- Trends and Tragedies in American Foreign Policy (Little, Brown, 1971).
- Ethnic and Political Attitudes (Arno, 1975). ISBN 0-405-06413-6
- Democracy for the Few.[7] ISBN 0-495-00744-7, ISBN 978-0-495-00744-9
- Power and the Powerless (St. Martin's Press, 1978). ISBN 0-312-63372-6, ISBN 0-312-63373-4
- Inventing Reality: the Politics of News Media. Ấn bản đầu 1986, Ấn bản hai 1993. ISBN 0-312-02013-9, ISBN 0-312-08629-6
- The Sword and the Dollar: Imperialism, Revolution and the Arms Race (St. Martin's Press, 1989). ISBN 0-312-02295-6
- Make-Believe Media: the Politics of Entertainment (St. Martin's Press, 1992). ISBN 0-312-05603-6, ISBN 0-312-05894-2
- Land of Idols: Political Mythology in America (St. Martin's Press, 1993). ISBN 0-312-09497-3, ISBN 0-312-09841-3
- Against Empire (City Lights Books, 1995). ISBN 0-87286-298-4, ISBN 978-0-87286-298-2 (chapter 1 online)
- Dirty Truths (City Lights Books, 1996). ISBN 0-87286-317-4, ISBN 0-87286-318-2
- Blackshirts & Reds: Rational Fascism and the Overthrow of Communism (San Francisco: City Lights Books, 1997). ISBN 0-87286-329-8, ISBN 0-87286-330-1
- America Besieged (City Lights, 1998). ISBN 0-87286-338-7, ISBN 0-87286-338-7
- History as Mystery (City Lights, 1999). ISBN 0-87286-357-3, ISBN 0-87286-364-6
- To Kill a Nation: The Attack on Yugoslavia (Verso, 2002). ISBN 1-85984-776-5
- The Terrorism Trap: September 11 and Beyond (City Lights, 2002). ISBN 0-87286-405-7
- The Assassination of Julius Caesar: A People's History of Ancient Rome (The New Press, 2003). ISBN 1-56584-797-0.
- Superpatriotism (City Lights, 2004). ISBN 978-0-87286-433-7
- The Culture Struggle (Seven Stories Press, 2006). ISBN 1-58322-704-0, ISBN 978-1-58322-704-6
- Contrary Notions (City Lights Books, 2007).[5] ISBN 0-87286-482-0, ISBN 978-0-87286-482-5
- God and His Demons (Prometheus Books, 2010).
- The Face of Imperialism (Paradigm, 2011).
- Waiting for Yesterday: Pages from a Street Kid's Life (Bordighera Press, 2013).
- Profit Pathology and Other Indecencies (Routledge, 2015)